# Jean Schalekamp
Jean Schalekamp (Overschie, 26 juni 1926 – Costitx, 29 september 2015) was een Nederlands schrijver en literair vertaler.

## Levensloop
Schalekamp werd in 1926 geboren in Overschie, tegenwoordig deel van Rotterdam, als zoon van een predikant en een gewezen non. Hij woonde van 1949 tot 1953 in Parijs, waar hij aan de Sorbonne Franse literatuur studeerde, “maar meer nog leefde in de kroegen en jazzkelders van Saint-Germain-des-Prés”, zo stelt hij zelf op zijn website. Hij schreef in die tijd artikelen voor de Haagse Post en later ook voor Literair Paspoort. 
In 1960 emigreerde Schalekamp met zijn gezin naar Mallorca, waar hij tot zijn dood woonde en werkte, met een onderbreking in de jaren 1977-1979, toen hij als writer in residence aan de University of Minnesota in Minneapolis USA woonde.
Tussen 1960 en 1977 schreef Schalekamp talrijke artikelen en reportages over het leven onder de dictatuur van Franco voor Vrij Nederland, het Algemeen Handelsblad, De Nieuwe Linie en De Groene Amsterdammer. Daarnaast schreef Schalekamp diverse romans, verhalen, op latere leeftijd ook autobiografisch werk en publiceerde hij in literaire bladen als  Literair Paspoort, Maatstaf, Hollands Maandblad en Bzzlletin.
Schalekamp vertaalde diverse romans van Nobelprijswinnaar Claude Simon, waaronder diens monumentale roman Georgica.
Hij overleed op Mallorca op 89-jarige leeftijd.

## Werken
- De dolle trams, verhalenbundel, Uitg. Contact, Amsterdam, 1964
- Bedankt voor alles, roman, Uitg. Contact, Amsterdam, 1967
- Alles onder handbereik, roman, Contact, Amsterdam, 1969
- Van een eiland kun je niet vluchten, document, Heureka, Weesp, 1983
- De sneeuwvrouw wacht, roman, uitg. BZZTôH, Den Haag, 1985
- Dr. Freud heeft hier gewoond, Parijse kroniek jaren ‘50, Arbeiderspers/Privé-domein, Amsterdam, 1998,
- Geen tijd om te sterven, egodokument, Arbeiderspers, Amsterdam, 1999

Schalekamp schreef ook diverse reisgidsen over Spanje, de Balearen en Marokko.